# باول برنارد (ملحن)
باول برنارد (بالفرنسية: Paul Bernard)‏ هو ملحن فرنسي، ولد في 4 أكتوبر 1827، وتوفي في 24 فبراير 1879.

## وصلات خارجية
- بول برنارد على موقع ميوزك برينز (الإنجليزية)
- بول برنارد على موقع أول ميوزيك (الإنجليزية)
- بول برنارد على موقع ديسكوغز (الإنجليزية)